# Waitomo Glowworm
Waitomo Glowworm – jaskinia położona na Wyspie Północnej w Nowej Zelandii. Zlokalizowana jest w południowej części regionu Waikato, 12 km na południowy zachód od Te Kūiti. Jaskinia znana jest z występującej tam populacji „świecących robaczków”. Są to larwy muchówki Arachnocampa luminosa z rodziny grzybiarkowatych. Jaskinia należy do grupy systemu jaskiń Waitomo Caves. W skład Waitomo Caves wchodzą także jaskinie Ruakuri i Aranui. Kompleks położony jest ok. 2 h drogi z Auckland, 1 h drogi z Hamilton i 2 h drogi z Rotorua.